# Grande Rio (bairro)
Grande Rio é um bairro de Coelho da Rocha, em São João de Meriti, no estado do Rio de Janeiro, localizando no 4*distrito (Coelho da Rocha) Região Norte do município.

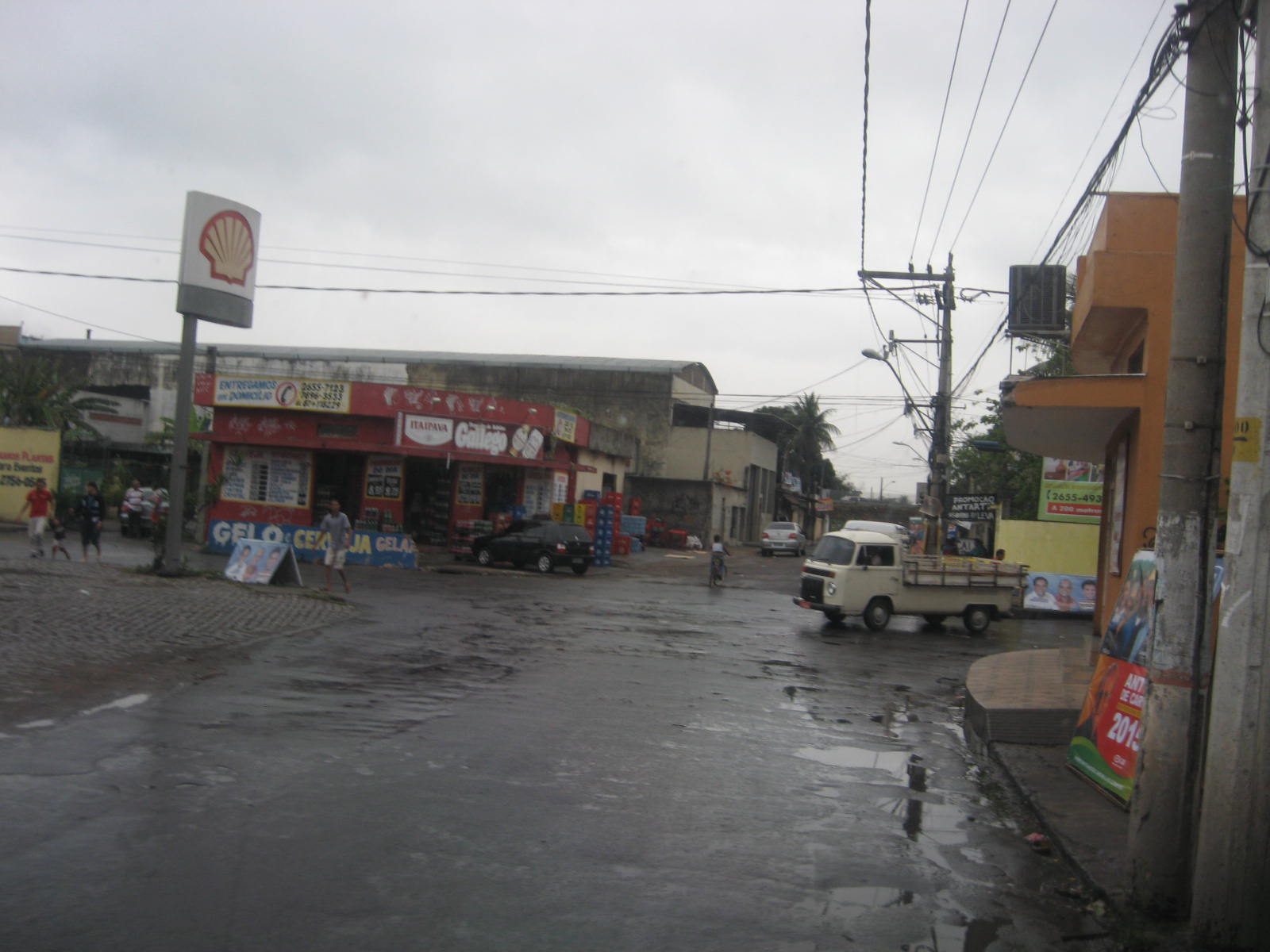
Grande Rio

É limitado pela Rodovia Presidente Dutra, e pelo Município de Mesquita, fazendo divisa com Éden, Vila Norma, e Conjunto Fronteira.